# غينتي دي زونا
غينتي دي زونا (Gente De Zona)، المصممة أحيانًا باسم Gente D 'Zona والمختصرة في الوسائط المكتوبة باسم GDZ، هي مجموعة كوبية للسالسا والريغيتون (cubatón ) أسسها ألكسندر ديلغادو في عام 2000م. تجمع المجموعة بين إيقاعات الريغيتون مع الأشكال الأكثر تقليدية للموسيقى الكوبية.
حققت الفرقة نجاحها الدولي الأول بعد تعاونها مع إنريكي إغليسياس في عام 2014 مع « Bailando ». حصلت الأغنية على ثلاث جوائز لاتينية غرامي وحظيت أيضًا باهتمام دولي. ومن أبرز الأغاني الأخرى لعام 2015م أغنية " La gozadera "، ثم "Traidora" ، بالتعاون مع المغني مارك أنتوني.

## روابط خارجية
- Página web oficial
- غينتي دي زونا  على فيسبوك.
- غينتي دي زونا على إنستغرام
- قالب:Spotify
- غينتي دي زونا على أول ميوزيك
- غينتي دي زونا التسجيلات من ديسكاغز.كوم
- . على يوتيوب